# EPEX
이펙스(EPEX)(한국어: 이펙스)는 2021년 6월 8일에 데뷔한 대한민국 C9 엔터테인먼트 소속의 8인조 보이 그룹이다.
현재 멤버 금동현은 일신상에 이유로 활동  중단하여 7인 체제로 팀 활동한다.

## 구성원
| 이름   | 소개 |
| ------ | --- |
| 위시   | - 본명 : 곽다윗 - 생년월일 : 2002년 6월 11일(23세) - 출생지 : 대한민국 - 활동기간 : 2021년 6월 8일 ~ 현재                                      |
| 금동현 | - 본명 : 금동현 - 생년월일 : 2003년 5월 14일(22세) - 출생지 : 대한민국 - 활동기간 : 2021년 6월 8일 ~ 현재                                      |
| 뮤     | - 본명 : 서경민 - 생년월일 : 2003년 9월 14일(21세) - 출생지 : 대한민국 - 활동기간 : 2021년 6월 8일 ~ 현재                                      |
| 아민   | - 본명 : 조민우 - 생년월일 : 2004년 5월 22일(21세) - 출생지 : 대한민국 - 활동기간 : 2021년 6월 8일 ~ 현재                                      |
| 백승   | - 본명 : 김현우 - 생년월일 : 2004년 10월 5일(20세) - 출생지 : 대한민국 - 활동기간 : 2021년 6월 8일 ~ 현재                                      |
| 에이든 | - 본명 : 권예준 - 생년월일 : 2005년 1월 24일(20세) - 출생지 : 대한민국 - 활동기간 : 2021년 6월 8일 ~ 현재                                      |
| 예왕   | - 본명 : 서예왕 - 생년월일 : 2005년 3월 12일(20세) - 출생지 : 대한민국 - 가족사항 : 고모 트로트 가수 서지오 - 활동기간 : 2021년 6월 8일 ~ 현재 |
| 제프   | - 본명 : 이재호 - 생년월일 : 2005년 4월 21일(20세) - 출생지 : 대한민국 - 활동기간 : 2021년 6월 8일 ~ 현재                                      |

## 음반 목록

### 정규
- 2024년 4월 9일 《소화(韶華) 1장 : 청춘 시절》
- 2024년 11월 5일 《소화(韶華) 2장 : 청춘 결핍》
- 2025년 7월 28일 《소화(韶華) 3장 : 낭만 청춘》

### EP
- 2021년 6월 8일  《BIPOLAR Pt.1 : 불안의 서》
- 2021년 10월 26일  《BIPOLAR Pt.2 : 사랑의 서》
- 2022년 4월 11일 《Prelude of Anxiety Chapter 1. ‘21st Century Boys’》
- 2022년 10월 26일 《사랑의 서 Chapter 1. '퍼피 러브'》
- 2023년 4월 26일 《사랑의 서 Chapter 2. '성장통'》
- 2023년 10월 4일 《Prelude of Anxiety Chapter 2. ‘Can We Surrender?’》

### 디지털 싱글
- 2024년 2월 5일 《졸업식》 (정규 1집, 선공개곡)
- 2024년 10월 14일 《My Girl》 (정규 2집, 선공개곡)
- 2025년 7월 21일 《피카소》 (정규 3집, 선공개곡)

## 수상

### 시상식
- 2021년 12.15 제 29회 대한민국 문화연예대상 신인상
- 2021년 12.27 한터뮤직어워즈 신인상
- 2022년 01.23 서울 가요 대상 신인상
- 2022년 10.16 2022 아시안모델어워즈 라이징 스타상
- 2023년 02.11 한터뮤직어워즈 이머징 아티스트상
- 2023년 05.02 2023 브랜드 고객충성도 대상 라이징 스타상
- 2023년 08.10 하트드림어워즈 넥스트 리더상
- 2025년 02.15 한터뮤직어워즈 포스트 제너레이션상